# Allà on el riu es torna negre
Allà on el riu es torna negre (títol original: Where the River Runs Black) és una pel·lícula estatunidenca dirigida per Christopher Cain, estrenada l'any 1986, adaptació de la novel·la de David Kendall, "Lazaro". El rodatge ha tingut lloc totalment al Brasil. Ha estat doblada al català

## Argument
La història té lloc al Brasil. Un sacerdot de nom Pare O'reilly sent la necessitat de confessar alguna cosa que el preocupa. La història comença amb el relat del sacerdot.
Deu anys abans, un jove sacerdot i amic del pare O'reilly, el pare Mahoney havia estat encarregat d'ocupar-se d'un poble a la vora de la jungla. Aquest havia muntat un projecte que pretenia construir diversos edificis en el poble, però el pare O'reilly va desaprovar el projecte, inútil segons ell. Paral·lelament, Mahoney confia a O'reilly que se sent atret per una jove misteriosa que es banya en el riu. O'reilly marxa, però Mahoney torna amb la seva llanxa per trobar aquesta dona, una índia que viu en la jungla. Quan marxa, li deixa el seu penjoll, una creu. Sobre el camí del retorn, l'aigua es torna fosca, immobilitza la seva llanxa quan en un moment donat una serp d'aigua aprofita per l'atacar. Mahoney cau de la llanxa, i mor devorat per la bèstia.

## Repartiment
| Actor             | Paper            |
| ----------------- | ---------------- |
| Charles Durning   | Pare O'Reilly    |
| Peter Horton      | Pare Mahoney     |
| Dana Delany       | Germana Ana      |
| Alessandro Rabelo | Lazaro (10 anys) |
| Marcelo Rabelo    | Lazaro (6 anys)  |
| Ajay Naidu        | Segundo          |
| Divana Brandão    | Dona àguila      |
| Cástulo Guerra    | Orlando Santos   |
| Conchata Ferrell  | Mare Marta       |